# Números e constelações em amor com uma mulher
Números e constelações em amor com uma mulher é a mais conhecida pintura do espanhol Joan Miró. Concebida em 1941, a famosa obra foi pintada a aquarelas e gouaches sobre papel.
A magnífica composição surrealista reflete, além de um sentimento amoroso e envolvente, a simplicidade adquirida pela arte e pelo design nos durante e após-guerra, já que na época em que foi pintada, decorria a Segunda Guerra Mundial.
A obra está entre o ranking das obras de arte mais famosas do mundo.